# アンの仲間たち
『アンの仲間たち』は、カナダの作家L・M・モンゴメリの短編をリア・ウィルムスハースト(Rea Wilmshurst)が1988年に Akin to Anne: Tales of Other Orphans として出版した短編集の邦訳タイトル。

## 出版の経緯
かつてのアンのように恵まれない境遇の子供たちの物語をリア・ウィルムスハーストが500を超えるモンゴメリの作品から選んで編纂した。ほとんどの物語は『赤毛のアン』より前に書かれている。雑誌や新聞に発表された物を再収録したもので、アンは登場しない。

## 短編作品リスト
| 邦題 | 原題                           | 初出年         | 掲載紙                                          |
| --- | ------------------------------ | -------------- | ----------------------------------------------- |
| 『アンの仲間たち』に収録 |                                |                |                                                 |
| シャーロットの冒険 | Charlotte's Quest              | 1933年1月      | ファミリー・ヘラルド (Family Herald)            |
| シャーロットはフローレンスおばさんの家での暮らしに馴染めず、魔女と呼ばれている婦人の家を訪ねお母さんを見つけて欲しいと頼む。魔女は詳しい指示を与えた後でシャーロットに神の加護を祈る。                                                                         |                                |                |                                                 |
| マーセラのほうび | Marcella's Reward              | 1907年8月      | ザイオンズ・ヘラルド (Zion's Herald)            |
| マーセラは両親を亡くし伯母の元で働きながら暮らしていたが、妹の病気で蓄えを使い果たし転地療養させるお金が無い。暗い気持ちで勤め先に向かうと以前は売り子だったが財産家と結婚した夫人から嫌がらせを受ける。                                                       |                                |                |                                                 |
| 気まぐれの招待 | An Invitation Given on Impulse | 1900年4月      | フィラデルフィア・タイムズ (Philadelphia Times) |
| キャロルは母から学校の休暇に友人を招待する許可を貰い親しいモード招待しようと考えるが、内気で皆から見過ごされているルースには帰る家が無いと知って思案に暮れる。                                                                                                 |                                |                |                                                 |
| フリーダが引き取った墓 | Freda's Adopted Grave          | 1904年9月      | ザイオンズ・ヘラルド (Zion's Herald)            |
| フリーダは孤児院育ちで他の子のように綺麗にする家族の墓は無かったが、ポプラの木に遮られた手入れされていない墓を見つけた。それは刑務所を出た男の墓だった。 |                                |                |                                                 |
| テッドの半日休暇 | Ted's Afternoon Off            | 1907年8月      | キングズ・オウン (King's Own)                   |
| テッドは仕事を早めに終え日曜学校のピクニックに行くのを心待ちにしていた。しかしロス夫人が来て妹が病気になったのでジミーと留守番をして欲しいと頼まれ、代わりにバイオリンを弾いてやる事にした。                                                                   |                                |                |                                                 |
| 牛を追う少女 | The Girl Who Drove the Cows    | 1908年10月     | プレズビテリアン・バナー (Presbyterian Banner)  |
| ポーリンは夏を田舎で過ごしていた時にエイダと友達になるが上流社会と近づきたいおばは牛を追う少女と親しくする事に賛成しない。夏が終わり別れ際に撮影したエイダの写真が展覧会で賞を取った。                                                                         |                                |                |                                                 |
| ミス・プライスを呼びましょう | Why Not Ask Miss Price?        | 1904年11月     | ガールズ・コンパニオン (Girls' Companion)       |
| プライスは教師をしていたが内気で孤独な身だった。娘達に感謝祭の正餐を任せたアレン夫人は事情で欠席するクララおばさんの代わりにプライス先生を呼ぶことを提案した。                                                                                                 |                                |                |                                                 |
| ジェイン・ラビニア | Jane Lavinia                   | 1906年9月      | ザイオンズ・ヘラルド (Zion's Herald)            |
| ジェインは両親亡き後レベッカおばさんに育てられたが、有名な画家に素質を認められニューヨークに来て家事を手伝いながら絵の勉強をするように勧められる。 |                                |                |                                                 |
| チェスターの家出 | The Running Away of Chester    | 1903年11～12月 | ボーイズ・ワールド (Boys' World)                |
| チェスターは父の継姉に引き取られていたが仕打ちに耐えかね家出して仕事を探すが見つからず、空腹でホープ農場の戸口で倒れてしまう。介抱されたチェスターは優しいサロメのために一生懸命に働く。                                                                       |                                |                |                                                 |
| 『続アンの仲間たち』に収録 |                                |                |                                                 |
| ふたりのミリセント | Millicent's Double             | 1905年12月     | イースト・アンド・ウエスト (East and West)      |
| ミリセント・ムーアとワース・ゴードンは双子のように似ており親友となって一緒に住む事になった。ピクニックに行きたいミリセントはカービーおばさんからの招待を断わりたくなかったので代わりに行って欲しいとワースに頼む。                                             |                                |                |                                                 |
| ペネロピーのパーティ用ブラウス | Penelope's Party Waist         | 1904年3月      | デザイナー (Designer)                           |
| ペネロピーは貧しくて着ていく服がないという理由で招かれたパーティに行けない事を嘆いていた。アデラおばさんから届いた荷物には家宝と称する色褪せたキルトが入っていた。優しい姉は裏地でドレスを作ってやった。                                                       |                                |                |                                                 |
| 小さな黒い人形 | The Little Black Doll          | 1909年8月      | ザイオンズ・ヘラルド (Zion's Herald)            |
| ジョイスは母方の祖母の家で暮らしていたが彼女を愛してくれるのはフランス系の雇われ少女のデニースと黒い人形だけだった。マーシャル家は結核で死にそうなデニースの世話はジョイスに任せ自分達は花形女性歌手のコンサートに出かける。                                   |                                |                |                                                 |
| フレイザー奨学金 | The Fraser Scholarship         | 1905年4月      | ボーイズ・ワールド (Boys' World)                |
| エリオット・キャンベルはトップの成績を取るがフレイザー奨学金には特定の姓を持つ生徒には優先権が与えられていた。キャンベルは義父の姓で法的な姓はハンセルパッカーである事を正直に話して辞退し皆から同情される。                                                   |                                |                |                                                 |
| コンスタンスの身内 | Her Own People                 | 1905年8月      | アメリカン・メッセンジャー (American Messenger) |
| コンスタンスは身内が無く休暇に行く場所も無いと知った同僚のミス・チャニングは夏を田舎で過ごす事を勧める。そこが気に入ったコンスタンスは散歩中に見かけた美しい農場の事を滞在先の女主人に聞く。                                                                   |                                |                |                                                 |
| ミス・サリーのお客 | Miss Sally's Company           | 1904年10月     | フォーワード (Forward)                          |
| ミス・サリーは2人の娘が家に近づくのを見て、待ち焦がれていたいとこのアブナーの娘達ではなかったと知ってがっかりするが、用意しておいたお茶や食べ物を出して楽しく語り合った。                                                                                      |                                |                |                                                 |
| ある招待 | The Story of an Invitation     | 1901年8月      | フィラデルフィア・タイムズ (Philadelphia Times) |
| バーサはメグおばさんから休暇を共に過ごして欲しいとの招待を受け喜んでいたが、天涯孤独で貧しいルームメイトのグレイスが夏の休暇に書店で働く予定だと知って驚き、身を案じておばさんに手紙を書く。                                                                   |                                |                |                                                 |
| ミス・シンシアの雪どけ | The Softening of Miss Cynthia  | 1904年7月      | リビング・チャーｃｈ (Living Church)            |
| シンシアは義兄の息子が、父親から叔母のところに行くように言われ1人でカリフォルニアから来た事に驚いた。血のつながりも無く生活を乱されたくなかったシンシアは働く事と引き換えに住まいと食事を提供してくれる雇い主を見つけてやれば十分だと考えた。                  |                                |                |                                                 |
| マーガレットの看護 | Margaret's Patient             | 1908年2月      | イースト・アンド・ウエスト (East and West)      |
| マーガレットは孤児で親類の家で女中のように働き、次に老婦人の話し相手を5年勤めた。遺言で片田舎の小さな家とお金を受け取り、旅行を手始めに1年は楽しく過ごそうと思っていたが、医師からやはり天涯孤独のフリーダが回復するまで家に泊めて欲しいと頼まれ、一度は断る。 |                                |                |                                                 |
| シャーロットの貴婦人たち | Charlotte's Ladies             | 1911年2月      | エプワース・ヘラルド (Epworth Herald)           |
| シャーロットは孤児院で暮らしていたが2人の婦人を塀の隙間から見ているうちに親しくなった。可愛いリジーが女の人に引き取られたのを羨ましく思ったが、シャーロットにも養女にしたいとの申し出が来る。                                                                  |                                |                |                                                 |

## 英文の原書
- 国内で洋書として入手可能。Akin to Anne で検索すれば良い。
- 著作権が有効なのでオンラインで読む事はできない。

## 日本語訳一覧
- (1988年)　『アンの仲間たち 』　赤松佳子訳 - 篠崎書林。　ISBN 9784784104741
- (1989年)　『続アンの仲間たち』　赤松佳子訳 - 篠崎書林。　ISBN 9784784104802

## 豆知識
シャーロットの冒険には幼い時に亡くなった母の事を少しだけ覚えているというのと、父が娘を親戚の家に預けて西部に行ってしまうというエピソードがある。モンゴメリの母は幼い時に亡くなり、父はモンゴメリを母方の祖父母に預けてカナダ西部に行ってしまうという体験をしている。またこの短編の魔女のエピソードに良く似た話が『銀の森のパット』の12章に登場する。
ジェイン・ラビニアが絵の才能を磨くためにニューヨークに行くのを諦め、気むずかしがり屋の養母の元に留まる事を選ぶエピソードは『赤毛のアン』の最終章に似ている。